# Суперлига Србије у америчком фудбалу 2006.
За лигу са опремом видети ЦЕФЛ лига 2006.
САФС лига Србије у америчком фудбалу 2006. (данас Суперлига) била је друга сезона највишег ранга такмичења америчког фудбала у Србији. Четири тима у Србији су 2006. добили опрему и основали ЦЕФЛ лигу, па нису наступали у овом такмичењу. 

## Клубови у сезони 2006.
У лиги је учествовало 11 тимова подељених у две групе, а наступали су без опреме. За лигу са опремом видети ЦЕФЛ лига 2006.
| Група Север                                                            | Група Југ |
| ---------------------------------------------------------------------- | --- |
| Најтси Клек Пантерси Панчево Целтиси Сомбор Шаркси Шабац Хантерси Кула | Ројал краунси Краљево Аутлоси Пожаревац КАФ Електричар Бедеми Смедерево Скај тандерси Обреновац Стробери келтси Јагодина |

## Финале
Финална утакмица одиграна је у Вршцу 15. октобра 2006. године.
| Датум            | Клуб        | Клуб                  | Резултат |
| ---------------- | ----------- | --------------------- | -------- |
| 15. октобар 2006 | Најтси Клек | Ројал краунси Краљево | 16:7     |

| Првак Суперлиге Србије 2006. |
| ---------------------------- |
| Најтси Клек 1. титула        |